# Santiago de Palacio y Gastañaduy
Santiago Felipe de Palacio y Gastañaduy (Santiago del Estero, 1807 - ib., 11 de diciembre de 1871) fue un explorador y empresario industrial argentino del siglo XIX.

## Biografía
Santiago Felipe de Palacio y Gastañaduy nació en la ciudad de Santiago del Estero en 1807. Fue hijo primogénito de Santiago de Palacio e Iramaín, comerciante y gobernador de la Provincia de Santiago del Estero (1831-1832), y de  María Antonia Gastañaduy y Acosta.
Fue educado por su tío Domingo de Palacio, quien era maestro en artes. Durante el gobierno de Juan Felipe Ibarra debió irse de su provincia natal con su familia, primero a Tucumán y luego a Salta, desde donde proyectó grandes empresas. En abril de 1856, durante el gobierno de Juan Francisco Borges (hijo), fue elegido diputado nacional, pero renunció para dedicarse de lleno a los negocios y a la mayor hazaña de su vida: la exploración del río Bermejo.

### Navegación del río Bermejo
Santiago de Palacio y Gastañaduy buscaba abrir una vía navegable de intercambio comercial a través del río Bermejo, sirviendo de salida para los productos del Noroeste hacia los puertos del Litoral y de Buenos Aires. Con ese objetivo, preparó una expedición para navegar dicho río y realizó tres exploraciones entre 1860 y 1861, acompañado por sus hermanos Prudencio y Emilio. 
Mandó a construir bajo su dirección una barca o chata de gran tamaño en Orán y se lanzó por el río Bermejo, acompañado por su hermano Emilio, un sacerdote y otras personas. Enfrentó crecidas del río, ataques de los aborígenes ribereños, falta de víveres, enfermedades e inclemencias del tiempo, entre muchas otras dificultades. A los tres meses de navegación penetraron en el río Paraguay, llegaron a Asunción, descendieron por el río Paraná, alcanzando los puertos de Santa Fe y Rosario. Días después la chata santiagueña arribó al puerto de Buenos Aires.
En un segundo viaje, acompañado de su hermano Prudencio, fue con un cargamento de maderas, suelas y otros productos, hasta el puerto de Rosario. El tercer viaje, también hasta Rosario, le tomó solamente 25 días.

### Otros emprendimientos
Entre otras obras suyas, Santiago de Palacio y Gastañaduy arregló los caminos de las mensajerías de Santiago del Estero a Buenos Aires, por cuenta de la Nación; construyó un puente sobre el río Pasaje; efectuó varios viajes a Lima y Valparaíso, llevando mulas y trayendo mercaderías. Fue quien impulsó la sustitución de bueyes por mulas en el transporte de mercaderías, acelerando de esa manera el comercio.
Fundó un establecimiento, con maquinarias importadas de Inglaterra, para hilar y tejer lana de vicuña. En 1870 creó en Orán una fábrica de jabón, para lo cual formó una sociedad con el salteño Juan Sáenz y debió viajar a Europa para traer maquinarias. Para entonces regresó a vivir a Santiago del Estero e instaló una gran curtiembre con máquina a vapor, para cortar y triturar el quebracho. Esa fábrica pasó luego a ser de la familia Santillán.
Palacio fue también el iniciador de la aplicación del tanino en las curtiembres de cuero, lo que significó para la provincia de Santiago del Estero una nueva industria.
Falleció en su ciudad natal el 11 de diciembre de 1871, a los 64 años.

## Matrimonio y descendencia
Santiago de Palacio y Gastañaduy contrajo matrimonio con Justa Pastora Santillán Gondra, joven de conocida familia santiagueña, hermana de los futuros gobernadores de Santiago del Estero, Gregorio Santillán y Mariano Santillán. Con ella tuvo los siguientes hijos:
- Santiago Segundo Palacio Santillán, quien fue padre de Carolina Palacio, que se casó con José Domingo Santillán, gobernador en 1904.
- Mercedes Palacio Santillán, casada con José María Corvalán, padres del médico Santiago Corvalán, diputado y senador nacional por Santiago del Estero.
- Florinda Palacio Santillán, casada con su tío Mariano Santillán, gobernador en 1878. Fueron padres de José Domingo Santillán, Mariano Santillán (h), diputado nacional electo asesinado en la revolución de 1908, y de Florinda Santillán, casada con Gelasio Lagar, gobernador en 1893.
- Delia Palacio Santillán, casada con su tío Gregorio Santillán, gobernador en 1875. Fueron padres, entre otros, de Delia Santillán Palacio, esposa de Antenor Álvarez, gobernador en 1912.
- Tomasa Palacio Santillán, casada con Napoleón Zavalía.
- Pastora Palacio Santillán, casada con Manuel Gorostiaga, diputado nacional y embajador argentino en Brasil.
- Benjamín Palacio Santillán, diputado nacional y juez federal en 1909.[4]